# جوزفين بلات
جوزفين بلات (بالإنجليزية: Josephine Blatt)‏ هي مصارعة محترفة أمريكية، ولدت في 1869 في نيويورك في الولايات المتحدة، وتوفيت في 1923 في نيويورك في الولايات المتحدة.